# 2010年台北海碩國際職業女子網球公開賽
2010年台北海碩國際職業女子網球公開賽是在台北小巨蛋舉行的國際職業女子網球賽事。這是ITF100000美元加住宿等級的女子巡迴賽事。本屆首次將會外賽也移進台北小巨蛋進行，並啟用網路即時比分系統。

## 參賽者

### 種子
| 國家     | 球員              | 排名1 | 種子序 |
| -------- | ----------------- | ----- | ------ |
|          | 娅尔米拉·格罗斯   | 43    | 1      |
| 泰國     | 撻瑪茵·塔娜蘇甘   | 61    | 2      |
| 塞爾維亞 | Bojana Jovanovski | 72    | 3      |
| 日本     | 森田步美          | 76    | 4      |
| 中國     | 彭帥              | 95    | 5      |
|          | 艾麗西亞·莫利克   | 110   | 6      |
| 中華臺北 | 張凱貞            | 112   | 7      |
| 日本     | 波形純理          | 133   | 8      |

- 1依照2010年10月25日公布的排名排序。

### 其他球員
以下球員獲得外卡進入單打會內賽：
- 詹謹瑋
- 陳宜
- 莊佳容
- 晏紫

以下球員從會外賽事獲得單打會內資格：
- 阮庭妃
- 中野佑美（英语：Yumi Nakano）
- Jessy Rompies（英语：Jessy Rompies）
- Yasmin Schnack（英语：Yasmin Schnack）

以下球員以青少年組特別外卡進入單打會內賽：
- Kristina Mladenovic

## 決賽結果

### 單打
彭帥 擊敗  森田步美，6–1、6–4

### 雙打
張凱貞／ 莊佳容 擊敗  謝淑薇 /  薩尼婭·米爾扎，6–4、6–2

## 外部連結
- 官方部落格（已關閉）（繁體中文）
- 官方網站（繁體中文）
- ITF官方資料（英文）